# Fladan, Eckerö
Fladan är en långsmal sjö i Skag i Kyrkoby i Eckerö kommun på Åland. Sjön avvattnas genom en cirka 120 meter lång bäck i norr till Söderfjärden i Ålands hav. Fladan bildade tidigare tillsammans med Kråkskärsfjärden ett sund som skilde Truten från fasta Eckerö.
Fladans area är 4,7 hektar, sjön är 600 meter lång i nordsydlig riktning och strandlinjen är 1,45 kilometer lång. Sjön  ingår i Norra Ålands havs avrinningsområde. 